# 정병준
정병준(鄭秉峻, 1965년 1월 20일 ~ )은 대한민국의 역사학자이다.

## 약력
서울대학교 국사학과를 졸업한 후 서울대학교 대학원에서 한국 현대사를 전공하였다. 여운형과 좌우합작운동을 주제로 석사 학위를 받았고, 우남 이승만에 대한 연구로 박사 학위를 받았다. 이후 서울대학교, 한국외국어대학교, 방송통신대학교, 조선대학교 등에서 강의하였다. 국사편찬위원회에서 편사연구사로 근무하였고, 국사편찬위원회 재직 중이던 2001년에 1년 간 미국 국립문서기록관리청에 파견되어 근무하면서 한국 현대사 관련 자료들을 대거 발굴, 국내 학계에 소개하였다. 이후 2002년 9월부터 목포대학교 사학과 조교수로 근무하였다. 2007년부터 현재 이화여자대학교 사학과 교수로 재직중이다. 『역사와현실』, 『역사비평』, 『한국민족운동사연구』, 『역사학연구』, 『이화사학연구』의 편집위원, 이화사학연구소의 소장을 지냈다.

## 연구
한국현대사 자료 발굴과 이에 기초한 글쓰기가 주특기이다. 50여권의 한국현대사 관련 자료집을 기획·해제했으며 여운형·박헌영·이승만·김구·김규식·김용중·김호·안두희·김계조·박순동·서태석·김성칠·현앨리스 등 근현대 인물과 정치사에 대해 책과 논문을 썼다. 2005년 독도가 일본령에서 배제되어 한국령임을 보여주는 영국 외무성 대일강화조약 초안의 부속지도를 발굴한 이래 독도 문제와 한미일 3국 관계에 대해 천착해왔다.

## 저서

### 단독
- 『몽양 여운형 평전』(한울, 1995)
- 『미국 소재 한국사 자료 조사보고1-NARA 소장 RG 59.RG 84 dhl』(2002)
- 『우남 이승만 연구』(역사비평사, 2005) = 박사 논문
- 『한국전쟁-38선 충돌과 전쟁의 형성』(돌베개, 2006)
- 『광복 직전 독립운동세력의 동향』(독립기념관 독립운동사연구소, 2009)
- 『독도 1947-전후 독도문제와 한미일 관계』(돌베개, 2010)
- 『현앨리스와 그의 시대』(돌베개, 2015)
- 『1945년 해방 직후사-현대 한국의 원형』(돌베개, 2023)
- 『김규식과 그의 시대』1 ~ 3권 (돌베개, 2025)

### 해제
- 『역사 앞에서 - 한 사학자의 6.25 일기』(창비, 2009) - 김성칠의 기록

## 수상
『한국전쟁-38선 충돌과 전쟁의 형성』으로 제 47회 한국출판문화상 저술상을 수상하였고, 『독도 1947-전후 독도문제와 한미일 관계』로 제 36회 월봉저작상을 수상하였다.